# Mascaraàs-Haron
Mascaraàs-Haron ist eine französische Gemeinde mit 112 Einwohnern (Stand 1. Januar 2022) im Département Pyrénées-Atlantiques in der Region Nouvelle-Aquitaine (vor 2016: Aquitanien). Die Gemeinde gehört zum Arrondissement Pau und zum Kanton Terres des Luys et Coteaux du Vic-Bilh (bis 2015: Kanton Garlin).
Die Bewohner der Gemeinde werden Mascaronais und Mascaronaises genannt.

## Geographie
Mascaraàs-Haron liegt circa 40 Kilometer nördlich von Pau in der gascognischen Region Vic-Bilh in der historischen Provinz Béarn am nordöstlichen Rand des Départements.
Umgeben wird der Ort von den Nachbargemeinden:
|                          | Castetpugon                                 | Portet            |
| Baliracq-Maumusson       | Kompassrose, die auf Nachbargemeinden zeigt | Tadousse-Ussau    |
| Taron-Sadirac-Viellenave | Burosse-Mendousse                           | Saint-Jean-Poudge |

Mascaraàs-Haron liegt im Einzugsgebiet des Flusses Adour.
Zuflüsse des Lées bewässern das Gebiet der Gemeinde,
- die Boulise mit ihren Nebenflüssen,
  - dem Jouandeux und
  - dem Sorbet,

und
- der gleichnamige Lées, hier auch Grand Lées genannt, mit seinem Nebenfluss,
  - dem Baoulac.[2]

## Geschichte
Der Fund einer Blattspitze aus Feuerstein, die aus dem Solutréen (etwa 22.000 bis 17.000 v. Chr.) datiert, belegt eine Besiedelung des Landstrichs bereits in der Urgeschichte. Wahrscheinlich ist das Gemeindegebiet sogar ohne Unterbrechung bis in das Mittelalter bewohnt gewesen, an dem es zu Beginn eine Motte gab. Diese wurde in der Folge durch ein Laienkloster, Vasall der Vicomté von Béarn, ersetzt, das auf einem befestigten Hügel errichtet wurde. Bei der Volkszählung des Béarn im Jahre 1385 wurden in Mascaraàs sechs Haushalte gezählt und vermerkt, dass der Ort zur Bailliage des Erzpriestertums von Lembeye gehörte. Im 17. und 18. Jahrhundert besaß die Familie Batz, Grundherren von Diusse, das Laienkloster.
1831 wurde die Gemeinde Haron zur Gemeinde Mascaras hinzugefügt; ihr heutiger Name ist Mascaraàs-Haron.
Toponyme und Erwähnungen von Mascaraàs waren:
- Masquaraas (13. Jahrhundert, fors de Béarn, Manuskript aus dem 14. Jahrhundert, S. 22),
- Mascaraas (1402, Volkszählung des Béarn),
- Masqueraas (1546, Manuskriptsammlung des 16. bis 18. Jahrhunderts) und
- Mascaras (1750, 1793, 1801 und 1863, Karte von Cassini, Notice Communale, Bulletin des lois bzw. Dictionnaire topographique Béarn-Pays basque).[4][6][5]

Das Toponym Haron erschien 1402 unter der Form Faroo in den Urkunden der Volkszählung des Béarn.

### Einwohnerentwicklung
Nach einem Höchststand der Einwohnerzahl von rund 500 in der Mitte des 19. Jahrhunderts reduzierte sich die Zahl bei kurzen Erholungsphasen bis zur Jahrtausendwende auf ein Niveau von rund 130, was bis heute gehalten wird.
| Jahr      | 1962 | 1968 | 1975 | 1982 | 1990 | 1999 | 2006 | 2009 | 2022 |
| --------- | ---- | ---- | ---- | ---- | ---- | ---- | ---- | ---- | ---- |
| Einwohner | 174  | 163  | 149  | 156  | 150  | 128  | 123  | 125  | 112  |

## Sehenswürdigkeiten

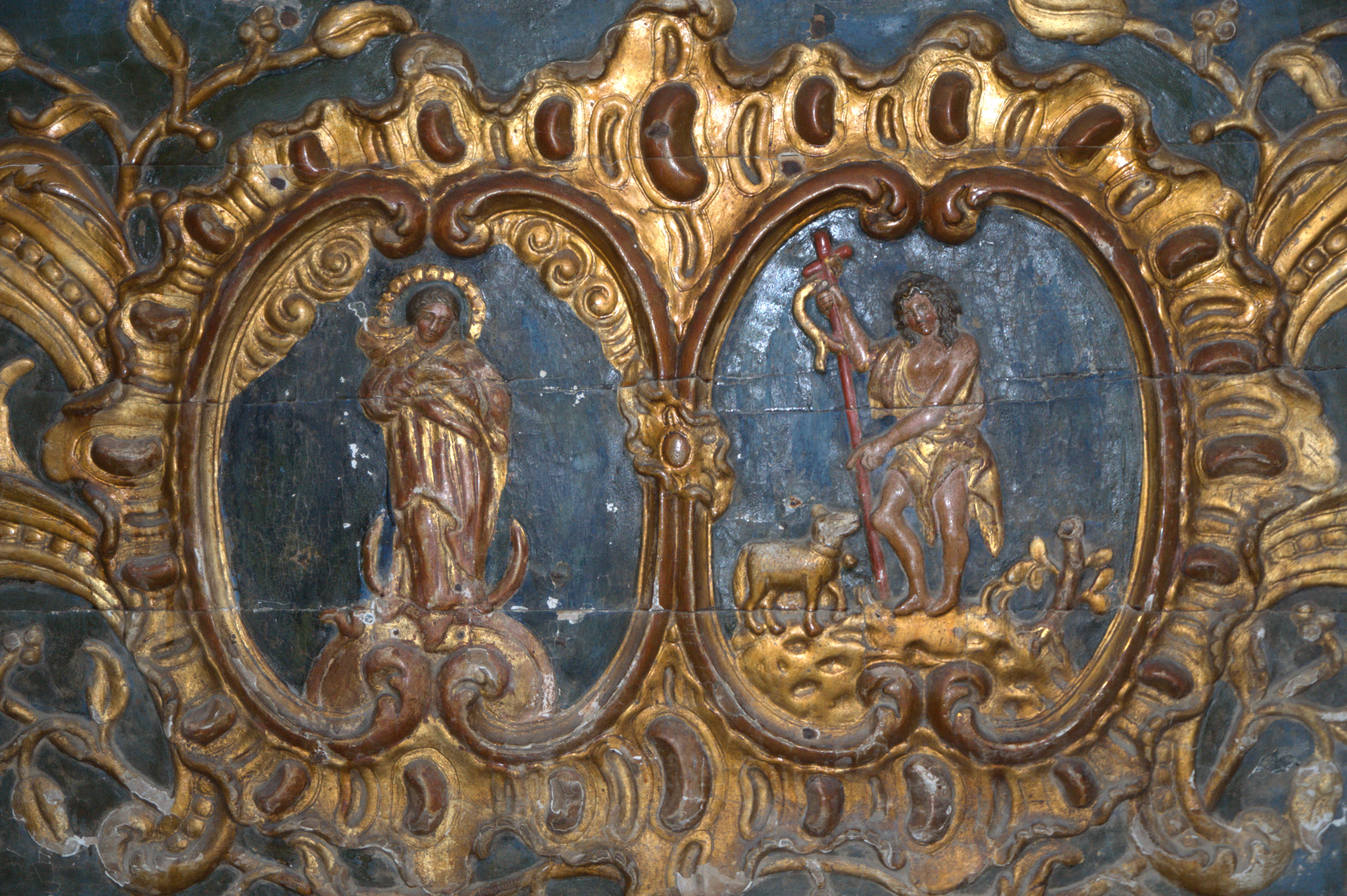
Detail des Altars der Pfarrkirche in Mascaraàs

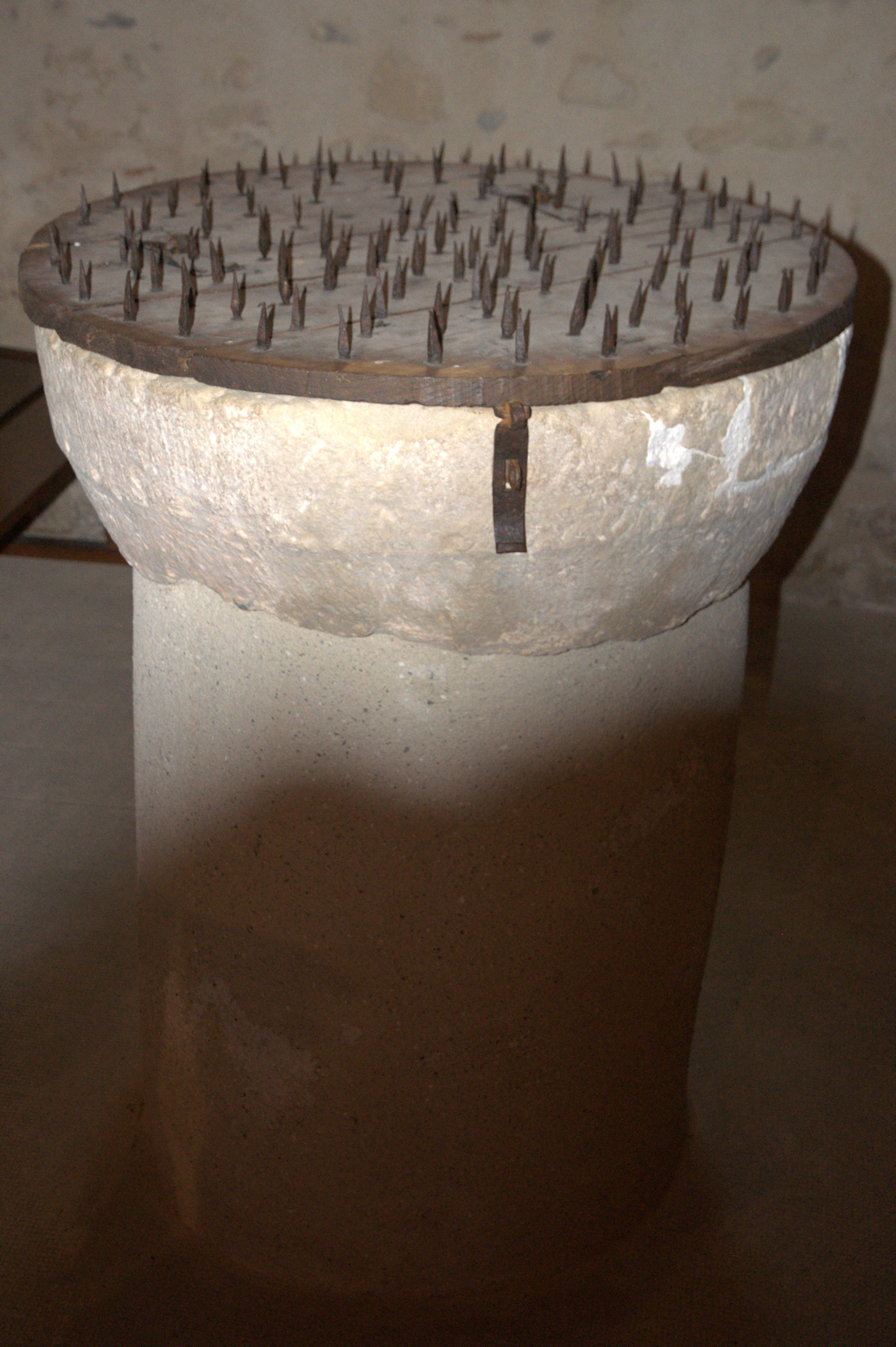
Taufbecken

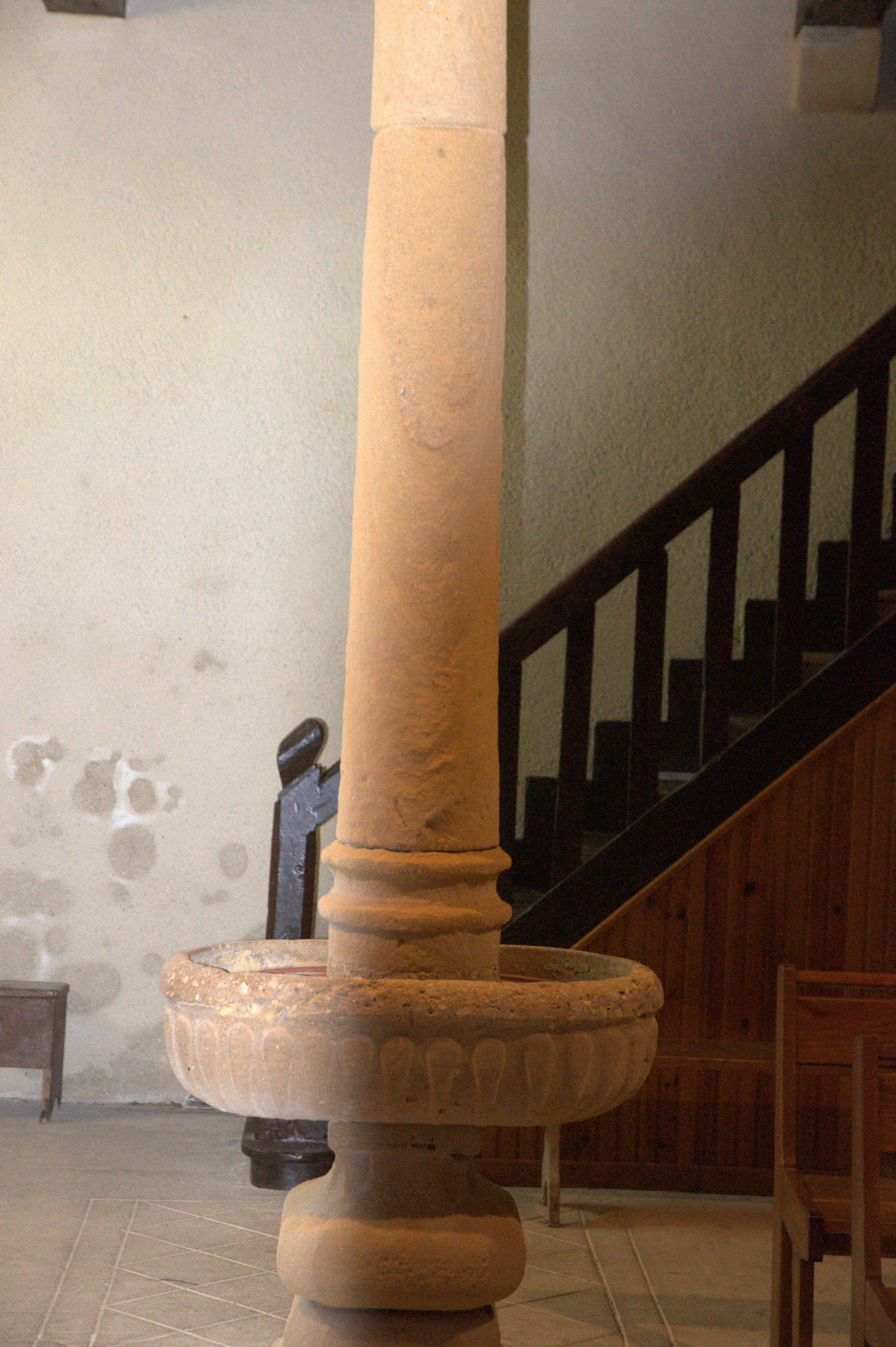
Weihwasserbecken

### Pfarrkirche in Mascaraàs
Die Errichtung der Johannes dem Täufer geweihten Kirche datiert vermutlich aus dem 16. Jahrhundert. Der einfache Grundriss, die kleinen Fenster, der viereckige Helm des Glockengiebels und die mächtigen Strebewerke sind bauliche Merkmale dieser Zeit, in der die Kirche durch die Hugenottenkriege bedroht wurde. Trotz zahlreicher Veränderungen hat das Gotteshaus seinen ursprünglichen Charakter bewahrt. Die Jahreszahl „1780“ über dem Eingang an der Südseite weist auf einen Umbau gegen Ende des 18. Jahrhunderts hin. Über der Rundbogentür ist ein Oberlicht in die Wand eingelassen, damit das Licht besser in die Kirche fällt, eine sehr gängige Anordnung in dieser Region des Béarn. Nach 1819 wurde die Kirche vergrößert, indem eine Seitenkapelle oder eine Sakristei in ein Seitenschiff ausgebaut wurde.
Die Kirche besitzt sieben Glasfenster, Werke des Glasmalers Pierre Arcencam aus Pau aus dem Jahre 1927 mit Darstellungen des guten Hirten, der Unbefleckten Empfängnis und der Pilger von Emmaus. Das letztere zeichnet sich seine strahlende Polychromie aus. Sein Motiv zeigt den Moment, als der auferstandene Jesus seinen beiden Jüngern in Emmaus das Brot reichte, es brach und segnete und sie ihn in dem Moment erst erkannten. Die Inschrift am Fuß des Fensters lautet entsprechend: „Alors, ils le reconnurent“ (deutsch ‚Nun erkannten sie ihn‘).
Im Chor fällt der Blick auf den Hauptaltar aus dem 18. Jahrhundert. In der Mitte seines Retabels verbildlicht ein Gemälde Mariä Aufnahme in den Himmel. Getragen von zwei Engeln, fährt Maria in den Himmel auf. Darstellungen der Heiligen Petrus und Johannes dem Täufer auf beiden Seiten des Gemäldes fallen durch ihre Größe auf und sind charakteristisch für Werke des 18. Jahrhunderts. Säulen mit Vasen mit angedeuteten Flammen, Pilaster, Cherubinen und Girlanden auf einem gemalten Dekor, das in grünen Tönen ein Marmorimitat bildet, und der Altar bilden ein Gesamtwerk ganz nach dem Geschmack des 18. Jahrhunderts, das dem in der Region bekannten Künstlers Giraudy zugeschrieben wird. Der Tabernakel wurde gegen Ende des 17. Jahrhunderts aus vergoldetem Holz gearbeitet und ist fast identisch mit dem in der Pfarrkirche von Diusse. Wenn er nicht vom selben Künstler gefertigt wurde, dann basieren sie zumindest auf der gleichen Vorlage. Die Vorderseite des Altars zeigt in zwei Medaillons Darstellungen der Unbefleckten Empfängnis und erneut Johannes des Täufers.
Das steinerne Taufbecken der Kirche aus dem 17. Jahrhundert besitzt eine Höhe von 97 cm und einen Durchmesser von 79 cm. Es weist die Besonderheit auf, dass sein schließender Holzdeckel mit geschmiedeten Eisennägeln besetzt ist, die mit ihren Spitzen nach oben zeigen. Dies ist den Anweisungen von Bischöfen geschuldet, die auf den schlechten Zustand des vorher ungeschützten Taufbeckens bei ihren Inspektionen moniert hatten und auf einen geeigneten Verschluss drängten. Es sollte sich auch niemand auf den Deckel setzen können und der Brauch von Frauen mit Neugeborenen, Kerzen auf die Nagelstifte während einer Messe zu setzen, sollte unterstützt werden.
Eine weitere Besonderheit der Kirche ist das steinerne Weihwasserbecken aus der zweiten Hälfte des 17. Jahrhunderts. Es ruht auf einer Säule ionischer Ordnung im Mittelgang des Hauptschiffs in der Nähe des Eingangs, die gleichzeitig die Empore aus Holz trägt.

### Schloss von Mascaraàs-Haron
Die Ursprünge des Schlosses reichen auf eine Motte zurück, die im Hochmittelalter gebaut wurde. Im 12. und 13. Jahrhundert war die Burg Sitz eines Laienklosters. Auf seinen Ruinen wurde im 16. Jahrhundert das heutige Gebäude errichtet, das als Jagdschloss für Jeanne d’Albret, Königin von Navarra, hätte dienen können. Im 17. Jahrhundert ließ die Familie Batz, Grundherren von Diusse, das Schloss vergrößern, gegen Ende des 18. Jahrhunderts umgestalten. Von der mittelalterlichen Burg sind vielleicht eine Tür und wiederverwendete, behauene Steine übrig geblieben. Das heutige Schloss birgt jedoch prächtige Malereien auf Täfelungen aus dem 18. Jahrhundert. Im 25 Hektar großen Schlosspark befindet sich auch ein Taubenschlag, Symbol der Grundherren bis zur Französischen Revolution, denn nur sie durften sie auf ihrem Grundstück errichten. Neben der Funktion als Statussymbol erlaubten Taubenschläge auch die Herstellung von Dünger aus dem Vogelkot. Der Taubenschlag des Schlosses von Mascaraàs-Haron hat eine lange Vergangenheit. Sein Unterbau ist bis auf 1 m bis 1,5 m Höhe mit einem Gemisch aus Molasse und Kieselsteinen errichtet, Rest eines früheren Gebäudes. Auf diesem Unterbau ist ein polygonaler Aufbau mit spitzem Dach angelegt. 1886 ist der Taubenschlag in ein Teehaus umgebaut worden. Das Schloss ist in Privatbesitz, kann aber besichtigt werden mit seinen französischen Vorgärten, seinem englischen Park, seinen Gärten, seinem Weinberg und Weinkeller, in dem die lokalen Weine Madiran und Pacherenc du Vic-Bilh produziert werden.

## Wirtschaft und Infrastruktur

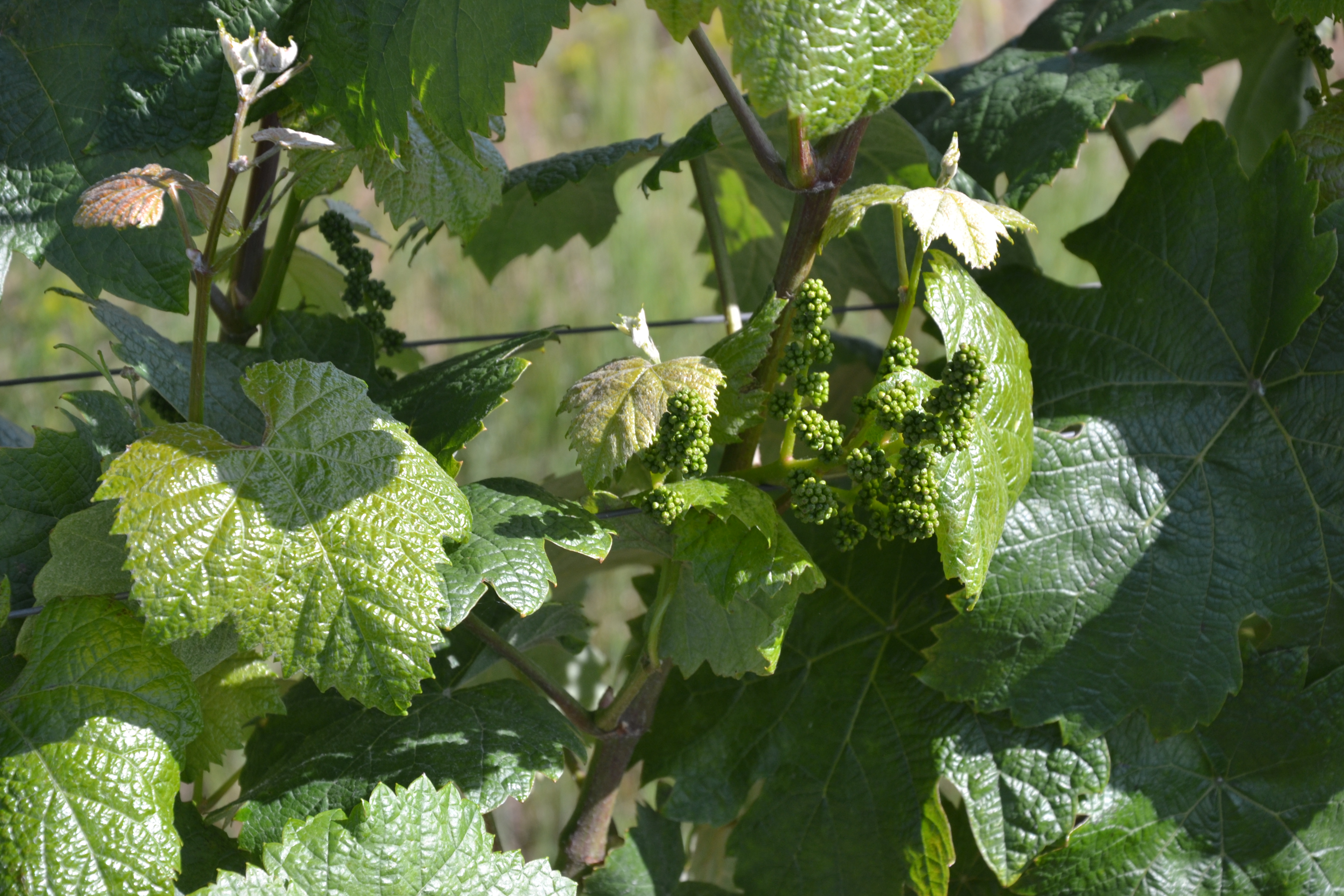
Weinrebe der AOC Madiran

Die Landwirtschaft ist traditionell der wichtigste Wirtschaftsfaktor der Gemeinde. Mascaraàs-Haron liegt in den Zonen AOC der Weinanbaugebiete des Béarn, Madiran und Pacherenc du Vic-Bilh.

### Verkehr
Mascaraàs-Haron wird durchquert von der Route départementale 104.